# 亞布盧奇涅 (洛佐瓦區)
48°58′8″N 36°6′32″E / 48.96889°N 36.10889°E
亞布盧奇內（烏克蘭語：Яблучне）是位於烏克蘭東部的村莊，由哈爾科夫州洛佐瓦區的洛佐瓦市鎮負責管轄。該村距離米羅柳比夫卡2公里，始建於1933年，面積0.15平方公里，海拔高度119米，2001年人口61。